# Identitásformálás
A identitásképződés, más néven individualizáció, a különálló személyiség egyedi fejlődése egy folytonos entitásként tekintve (más néven személyiségbeli folytonosság) egy bizonyos életszakaszban, amelyben már egyéni jellemzőkkel rendelkezünk, és amelyen keresztül egy személy elfogadottá vagy ismertté válik. Ez a folyamat határozza meg az egyéneket mások és önmaguk számára. Egy személy aktuális identitásának részei tartalmaznak többek között valamilyen folytonosságot, egyfajta egyediséget, egyedülállóságot, amely megkülönbözteti másoktól, és valamiféle kapcsolatot, hovatartozást. Az identitás alakulásának számos kimenetele lehet, és egy olyan személyiség kialakulásához vezet, amelynek már van egy kialakult képe saját magáról, mint különálló entitásról. Ez megvalósulhat az individualizáción keresztül, amivel a nem megkülönböztetett személy egyedivé válik, és az élet pszichoszociális krízisein keresztül jut el erre a szintre. Az identitás tartalmazza az élet különböző szakaszait (családi, kulturális, személyes, szakmai aspektusokat), mégis Parker J. Palmer szerint, ez egy folyamatosan fejlődő mag, ahol a genetikánk (biológiánk), kultúránk, szeretteink, akiket gondoztunk, akik bántottak minket, és akiket mi bántottunk, tetteink (jók és rosszak), melyeket önmagunk ellen és mások ellen, vagy önmagunkért és másokért tettünk, a tapasztalataink és döntéseink együttesen eredményezik azt, hogy kik vagyunk jelen pillanatban.

## Az identitás alakulásának két fő elmélete
A legtöbb elméletnek a fejlődéspszichológián belül van valamilyen elképzelése az identitás alakulásáról. Ezek közül két elmélet emelkedik ki: Erik Erikson pszichoszociális fejlődéselmélete (különös tekintettel a pszichoszociális krízisekre), és James Marcia identitás- állapot megközelítése.

## Erikson pszichoszociális fejlődéselmélete
Erikson elméletében az identitás a pszichoszociális fejlődés része, és a szocializáció egyik szakaszán érhető tetten. Elmélete szerint az egyén élete során különböző kríziseket és konfliktusokat él át. Minden egyes konfliktus az ember életének egy bizonyos pontján következik be, és ahhoz, hogy a következő 8 fázisba léphessen, minden egyes előző konfliktust meg kell oldania. Szerinte az identitás csak serdülőkorra alakul ki a személyiség fejlődése során, ekkorra jut el az egyén testi növekedésben és társadalmi felelősségérzetben odáig, hogy átélje és megoldja az identitásválságot. Az identitásválságot a serdülőkor pszichoszociális oldalának is lehet nevezni, túljutni pedig úgy lehet, hogy kialakul az identitás maga, amely döntően meghatározza az egyén későbbi életét. Ez a szakasz az eriksoni modellben az identitás és szerepkonfúzió nevet viseli. Az elmélet szerint ezen a ponton dől el az egyén alapvető identitása és a világban elfoglalt helye. Amint a tinédzser megküzdött ezzel a krízissel (Ki vagyok én?), készen áll arra, hogy belépjen a következő szakaszba, az intimitás versus izoláció, ahol erős barátságokat köt, és megtapasztalja a szoros együttélést más emberekkel. Ha az identitás versus konfúzió fázist nem oldja meg az egyén, akkor össze lesz zavarodva az identitásával és a világban elfoglalt helyével kapcsolatban. Az elmélet szerint, ha valakinek nem sikerül kialakítani a saját egyéniségét, akkor ez akadálya lehet a társas/társadalmi identitás kialakításának. Ez a kudarc sok instabilitáshoz vezethet az élet hátralévő részében. Erikson szerint ez az identitásformáló időszak döntő fontosságú az egyén életében és az egyéniség kialakításában.

## James Marcia identitás-állapot elmélete
James Marcia létrehozott egy olyan strukturális interjút, melynek célja, hogy a tinédzsereket négy identitásállapot valamelyikébe besorolja. Az identitásállapotok leírják és bemutatják a tinédzserek fejlődését az identitás formálódásában. Marcia elmélete szerint az identitás definíciója, hogy az egyén sok alternatíva közül éretten dönt arról, hogy milyen foglalkozást, vallást, szexuális irányultságot, és politikai nézetet választ. A négy lehetséges identitásállapot:
1. Diffúz identitás szakasza: az egyén még nem választott identitást magának, és nem határozott meg semmilyen irányt a jövőre nézve.
2. Korai zárás szakasza: Amikor az egyén elköteleződött egy identitás mellett, de nem fedezte fel azt, hogy ez illik-e hozzá leginkább.
3. Moratórium szakasza: Az egyén egy identitásválságot él meg éppen, és aktívan keresi a válaszokat azokra az életét érintő fontos kérdésekre, amikben bizonytalan, és amik iránt el akar köteleződni.
4. Identitás megtalálása, elérése: az az állapot, amikor az egyén megoldja az identitásválságot, az ott felmerülő kérdésekre adott válaszokkal.

## Identitásfejlődés serdülőkorban
Ennek az elméletnek vizsgálatára végeztek kutatásokat. A kutatást végző tudósok azt a célt tűzték ki, hogy jobb nézőpontot adjanak arról, hogy hogyan alakul az egyéniség, és milyen hatások befolyásolják annak kialakulását. Mindezt úgy vizsgálták, hogy nőket és férfiakat figyeltek meg 5 éven keresztül, osztályozták az exploráció mértékét, és elsősorban azt nézték, hogy hogyan oldják meg az Erikson által kríziseknek nevezett életfázisokat a saját életükben. Remélték, hogy többet tudhatnak meg arról, hogy az identitás elsősorban a késői serdülőkorban alakul ki, vagy pedig a serdülés során folyamatosan megy végbe. Remélték továbbá, hogy feloldják azokat az inkonzisztenciákat, melyeket más tanulmányokban találtak ezen a téren. Cél volt továbbá annak megállapítása, hogy különböző-e a férfiaknál és a nőknél az identitás kialakulásának folyamata. Ezt a legkönnyebben úgy érték el, hogy a Marcia által kialakított identitás-állapot elméletet használták. Ezt úgy érték el, hogy az exploráció és elköteleződés pontszámában mért változásokat összehasonlították, és megnézték, hogy mely területeken csökken az exploráció az elköteleződés mértékének növekedésével (vagyis amikor már biztosak döntéseikben). Ez alapján a pontozásos rendszer alapján osztották be az embereket a Marcia-féle 4 identitásállapot valamelyikébe, és vizsgálták, hogy az 5 év alatt az emberek hogyan kerülnek át az egyik csoportból a másikba. Ez a longitudinális vizsgálat egy kb, 1300 résztvevővel zajlott le, akik 12 és 16 év közöttiek voltak a vizsgálat kezdetekor. Minden évben a résztvevők kaptak egy 13 kérdésből álló kérdőívet, ahol a pontozás 1-5-ig zajlott (1-egyáltalán nem igaz, 5-teljesen igaz), ahol a kérdések az explorációra, az elköteleződésre, és a korábbi döntéseik újragondolására vonatkoztak. A kutatók azt vizsgálták, hogy az eredmények átlagából meg lehet-e állapítani azt, hogy mikor éri el az identitás azt a pontot, ahol kialakultnak lehet tekinteni. Eredményeik szerint mindkét nemre kijelenthető, hogy az elköteleződésük nem nagyon változik az évek során, vagyis ha egyszer egy döntést már korábban meghoztak, valószínűtlen, hogy azt később megváltoztassák. Az alaposabb megismerést illetően, annak ellenére, hogy a vizsgálat elején még átlagos volt, a legtöbb tanulónál nőtt az exoploráció a kérdéseket és lehetőségeket tekintve. A nemek között nem találtak eltérést ebben a kérdésben. Az utolsó aspektus, amit vizsgáltak a korábbi döntések felülvizsgálata: eredetileg a lányok kevésbé vizsgálják felül a korábbi döntéseiket mint a fiúk, azonban a tanulmány szerint az idő előrehaladtával ez az eredmény kiegyenlítődik, vagyis a neme közötti különbségek a kor előrehaladtával inszignifikánssá válnak. A szerzők azt találták, hogy nincsenek kimondottan életkorhoz kötött változások, ami azt jelenti, hogy nincs egy kimondott életkor, ahol kialakultnak tekinthető az identitás, hanem sokkal inkább egyre jobban körvonalazódik az idő előrehaladtával, ahogy egyre több tapasztalatot szerez az egyén. Az idő múlásával a kísérletben részt vevő alanyok az elköteleződéseikkel kapcsolatos változásokat egyre érettebben kezelték. A kutatók ebből azt a következtetést vonták le, hogy az identitás kialakulása sokkal inkább egy folyamat része a serdülőkor során, nem pedig az életszakasz egy adott részéhez köthető. A szerzők megemlítik, hogy az Erikson által megfogalmazott kríziseket nehéz lenne vizsgálni ebben a tanulmányban, mivel a kérdőíveket csak évente egyszer veszik fel. Ha valaki sűrűbben venné fel ezeket a kérdéseket, akkor pontosabb eredményt kaphatnánk, ugyanakkor, ha pontosabb eredményeket szeretnénk kapni, jó megoldás lehet, ha hosszabb időintervallumban vesszük fel a kérdéseket a vizsgálati személyekkel. Még hatékonyabb lenne, ha egy megismételt tesztnél 12-20 éves korig vizsgálnánk egy alany identitásának kialakulását, mert így jobban lehet vizsgálni az eriksoni identitás versus konfúzió szakasz relevanciáját.

## Identitásfejlődés felnőttkorban
Az üzleti életben a szakmai identitás az a fajta identitás, ami akkor lép be a képbe, amikor az üzleti céljainkat akarjuk elérni. A szakmai identitás akkor jelenik meg, amikor van egy olyan filozófia, ami egy különálló szervezeti kultúrában manifesztálódik, vállalati személyiségként. Az üzleti professzionális személy olyan személyiséggel rendelkezik, akinek megfelelő szakmai előképzettsége van, és alkalmanként képesítésre és oktatásra van szüksége.
A karrierfejlődés arra fókuszál, hogy az egyén hogyan menedzseli a karrierjét egy szervezeten belül, vagy a szervezetek között, és hogy a szervezet hogyan strukturálja a munkavállalók karrierjének előmenetelét. A menedzsment feladatai közé tartozik a vezetőség elősegítése, azzal, hogy olyan környezetet hoznak létre, ahol a csapattagok ismerik és vállalják a felelősségek a szervezetben betöltött szerepükért. Az alkalmazottak önmagukról alkotott képe és beilleszkedésük gyakran megfelelnek a szervezet szabályainak. A tréningek az identitás formálói, mivel nemcsak a szaktudásra van hatással, hanem befolyásolja a csapattagok, vagy alkalmazottak önmagukról alkotott képét is. Más részről, azonban ha valaki ért a szakmájához, akkor sokkal kevesebb befektetéssel, hosszabb távú hasznot fog húzni a tréningekből, és elősegíti az erősebb önbecsülés kialakulását. Egy más formája a szervezeten belüli identitás formálására: ezek az eszközök lehetnek: névjegykártya, szervezeten belüli különleges előjogok, stb.

## Az önmagunkról alkotott kép
Az önkép, vagy szelf-identitás az önmagunkról szerzett tudás és önmagunk megértésének összegzése. Az énkép fogalma nem azonos az öntudat fogalmával, ami azt takarja, hogy tudatában vagyunk saját személyiségünknek, létezésünknek. Az énkép komponensei tartalmaznak pszichológiai, fizikai, szociális attribúciókat, jellemzőket, melyeket az egyén attitűdje, szokásai, hite, és ötletei, gondolatai befolyásolnak. Ezek a komponensek és attribútumok nem sűríthetők egy általános önkép és önbecsülés kategóriába, ugyanis egyetlen emberhez különböző identitások tartozhatnak. Ezek az identitások az alábbiak lehetnek:

### Kulturális identitás
A kulturális identitás egy csoporthoz vagy kultúrához való tartozást foglal magában. A kulturális identitás az identitáspolitikához hasonló, de nem azonos fogalom, még ha vannak is átfedések a kettő között. A kultúra modern kérdései átemelhetők az identitás kérdéskörébe. A történelmi kultúrának szintén hatása van az egyének identitására, és akárcsak a modern kulturális identitás esetében, a személyek kiválasztják az identitás egyik aspektusát, míg a többi, kapcsolódó ideát visszautasítják vagy tagadják. Ajay K. Ojha szerint minden egyes ember ismerete és tudása, vagy megbékélése az identitásával más lesz a többi emberéhez képest.

### Etnikai és nemzeti identitás
Az etnikai hovatartozás feltételezhetően a közös származás és a közös ősök által meghatározott identitás. Mások különálló etnikai csoportként való értelmezése és ennek felismerése hozzájárulhat az identitásfejlődéshez. Az etnikai csoportok gyakran közös kultúra, viselkedés, nyelv, szokások és vallási jellemzők mentén formálódnak. A kulturális identitás hely, nem, rassz, történelem, nemzetiség, szexuális orientáció, vallási elköteleződés, etnikai hovatartozás alapján szerveződik. A nemzeti identitás egy filozófiai és etnikai fogalom, ami alapján az emberek nemzetekbe csoportosulnak. Az adott nemzet tagjai közös identitást hoznak létre, és általában közös gyökerekkel rendelkeznek, származásuk azonos bizonyos értelemben.

### Vallási identitás
A vallási identitás a hit kialakulását takarja, és azt, hogy a személy ennek megfelelően cselekszik. A meghatározott valláshoz és rituálékhoz való hűség, az ősi, vagy kulturális tradíciók, írás, történelem, mitológia megtanulása, és a miszitkus tapasztalatok megszerzése mind hozzájárul a vallási identitás kialakulásához. Az egyén identitásformálódásának ezen szakasza a szülők vallási nézeteivel kezdődik, és később vagy ehhez ragaszkodik, vagy másik vallást választ.

### Nemi identitás
A szociológiában a nemi identitás azt a nemet jelenti, amelyet a személy elismer, de azt is magában foglalja, hogy mások miként ítélnek meg azok alapján a jellemzők alapján, amiket a nemi identitásról tudnak, és amiket ennek tulajdonítanak (öltözködést, viselkedést, hajformát tekintve). A nemi identitás kialakulására hatással lehet az etnikai csoport, a munkahelyi státusz, a vallásosság és a család.

## Interperszonális identitásfejlődés
A szociális kapcsolatok nagyszámú szociális interakciót foglalnak magukban, a szociális normáknak megfelelően, két vagy több ember között, akik szociális pozícióval rendelkeznek, és akik egy szociális szerepnek megfelelően viselkednek. A szociális kapcsolatok alapja valamilyen szociális szervezet, struktúra, szociális megmozdulás, mozgalom, vagy rendszer.
Az interperszonális fejlődés 3 szakasza:
Kategorizáció: kategóriákkal felcímkézni magunkat és másokat
Identifikáció: másokat valamilyen csoporttal társítani
Összehasonlítás: Összehasonlítani a csoportokat
Az interperszonális identitásfejlődés során a személynek lehetősége nyílik arra, hogy megvizsgáljon számos kérdést a gondolatokkal, hittel, viselkedéssel kapcsolatosan. Mások cselekedetei és gondolatai szociális hatással bírnak, melyek megváltoztathatják az egyént. A szociális hatásra példa a szocializáció, vagy a csoportnyomás. A interperszonális identitásfejlődés az önértékelés felderítése során jelenik meg, és különböző időszakokban ér véget.

### Interakció
Az interperszonális identitásfejlődés egyik fő célja, hogy megpróbálja meghatározni az egyén még nem elkülönült oldalait. Az egyén ellentmondásba kerül önmagával és másokkal szemben. Az inkongruencia eredménye, hogy az egyén vagy integrálja, vagy elutasítja az új elemeket, amely egy új identitás kialakulásához vezet. A változások során, melyeket a másokkal való találkozás implikál, és melyeket életünk során átélünk, az embernek, meg kell határozni a jelen változásokat és szembe kell nézni a jövő változásaival. Ezek visszatérő változások, miközben a változó világ konstans változásokat kínál az egyéneknek, és ezzel lehetőséget is ad arra, hogy újrafogalmazzák magukat, az identitásukat az emberek.

### Kollektív identitás
A kollektív identitás azt az érzést nyújtja, hogy egy csoporthoz tartozunk, amely olyan erős, hogy az egyén, amely az adott csoporthoz tartozik a csoport érdekeit a saját érdekei fölé helyezi. Az egyén a csoport eszméit, nézeteit védi, és felvállalja a csoportkockázatot, ami gyakran sok veszteséggel járhat az élet egyéb területein. A kollektív célok elérésére a saját, egyéni célok fölött helyezkedik el.

### Társas támogatás
A kapcsolatok kialakításával az egyén szociális identitásra és csoportidentitásra tesz szert. Ezzel számos csoport tagjává válik. Ezeket a csoportokat különböző kategóriákba lehet sorolni: család, etnikum, oktatási, foglalkozási státus, barátok, vallás, családi állapot.

### Család
A legfontosabb kapcsolat az egyén életében a családi kapcsolatok, akár biológiai, akár fogadott családról van szó. Mindegyiknek megvan a személyiségformáló hatása a családtagok és az egyének közötti interakciók révén. A családi környezet, és az állandó kötelezettségek identitásformáló hatást úgy érnek el, hogy sokféle lehetséges identitásra adnak rálátást, amelyeket az családtagokkal folytatott interakciók során tesztelhetnek. A tudósok és elméletalkotók szerint az identitást az határozza meg, hogy milyenek a körülöttünk lévő emberek, és a milyen minket körülvevő környezet. Ugyanakkor, ha a család nem biztosítja az integrációt, az diffúz identitás kialakulásához vezethet, mind a férfiak, mind a nők esetében. A családnak tehát mindenképp van valamilyen hatása az egyénre akár jó ez a hatás, akár rossz.

## Fordítás
Ez a szócikk részben vagy egészben  az   Identity formation című angol Wikipédia-szócikk fordításán alapul.  Az eredeti cikk szerkesztőit annak laptörténete sorolja fel. Ez a jelzés csupán a megfogalmazás eredetét és a szerzői jogokat jelzi, nem szolgál a cikkben szereplő információk forrásmegjelöléseként.